# J. D. 마르티네스
훌리오 다니엘 마르티네스(Julio Daniel Martinez, 1987년 8월 21일 ~ )는 미국의 야구 선수로, 메이저 리그에 소속되어 있는 로스앤젤레스 다저스의 외야수이다.